# Droga wojewódzka 907
Die Droga wojewódzka 907 (DW 907) ist eine 57 Kilometer lange Droga wojewódzka (Woiwodschaftsstraße) in der polnischen Woiwodschaft Schlesien, die Wygoda mit Niewiesze verbindet. Die Strecke liegt im Powiat Częstochowski, im Powiat Lubliniecki, im Powiat Tarnogórski und im Powiat Gliwicki.

## Streckenverlauf
Woiwodschaft Schlesien, Powiat Częstochowski
-  Wygoda (DW 908)
-  Konopiska (DW 904)
- Korzonek
- Leśniaki

Woiwodschaft Schlesien, Powiat Lubliniecki
- Dębowa Góra (Dembowa Gora)
-  Boronów (Boronow/Baronow) (DW 905)
-  Koszęcin (Koschentin/Kaschentin) (DW 906)
-  Brusiek (Bruschiek) (DW 789)

Woiwodschaft Schlesien, Powiat Tarnogórski
-  Tworóg (Tworog) (DK 11)

Woiwodschaft Schlesien, Powiat Gliwicki
-  Kieleczka (Kieleschka) (DW 901)
-  Wielowieś (Langendorf) (DW 901)
- Błażejowice (Blaschowitz)
- Kotliszowice (Kottlischowitz)
-  Toszek (Tost) (DK 94)
- Boguszyce (Boguschütz)
- Słupsko (Slupsko)
-  Niewiesze (Niewiesche) (DK 40)